# Anthémis maritime
Anthemis maritima
Espèce
L'Anthémis maritime (Anthemis maritima) est une espèce de plante herbacée à souche ligneuse de la famille des Astéracées.
On la rencontre en France de manière commune sur le littoral méditerranéen depuis la Camargue jusqu'au Roussillon.
Elle fleurit principalement de mai à juillet mais peut aussi être vue en fleur sur une grande partie de l'année.
Anthemis maritima forme des touffes de 5 à 20 cm de hauteur et jusqu'à un mètre de diamètre.